# Fonsagrada (ort)
Fonsagrada är en ort i Spanien.   Den ligger i provinsen Provincia de Lugo och regionen Galicien, i den nordvästra delen av landet, 400 km nordväst om huvudstaden Madrid. Fonsagrada ligger 962 meter över havet och antalet invånare är 4 999.
Terrängen runt Fonsagrada är huvudsakligen kuperad. Fonsagrada ligger uppe på en höjd. Runt Fonsagrada är det glesbefolkat, med 10 invånare per kvadratkilometer. Fonsagrada är det största samhället i trakten. I omgivningarna runt Fonsagrada växer i huvudsak blandskog.